# Holmes Chapel
Holmes Chapel est une petite bourgade située en Angleterre dans le Cheshire Est. Elle est à 13 km au Nord de Crewe et à 34 km au Sud de Manchester. En 2001, la population de la ville était de 5 669 habitants.

## Personnalités liées
- Harry Styles, (1994-...),  Ex-membre de One Direction, chanteur, auteur-compositeur-interprète, acteur

## Religions
L'église Saint-Luc a été construite en 1430.

## Jumelage
- Bessancourt (France) depuis 1979[2]